# Iwan Rawłyk
Iwan Rawłyk, ukr. Іван Равлик (ur. 15 czerwca 1909 w powiecie lubaczowskim, zm. 25 września 1942 we Lwowie) – ukraiński działacz nacjonalistyczny.
Jeden z głównych działaczy OUN. W „procesie lwowskim” w 1936 skazany na 5 lat więzienia, karę w wyniku amnestii złagodzono do 2,5 roku.
Ukończył Szkołę Oficerską im. płk. Konowalca w Krakowie. Po rozłamie w OUN w 1940 został zastępcą dowódcy Służby Bezpeky – Mykoły Arsenycza.
Był szefem kontrwywiadu Krajowego Sztabu Wojskowego, utworzonego w kwietniu 1941.
Był członkiem głównej – lwowskiej „grupy marszowej”, dowodzonej przez Jarosława Stećkę i Wasyla Kuka. Po ogłoszeniu Aktu odnowienia Państwa Ukraińskiego zajmował się tworzeniem ukraińskiej policji państwowej.
Został aresztowany przez Gestapo wraz z całą rodziną w grudniu 1941. Rodzinę rozstrzelali Niemcy (uprzednio w 1940 ojciec i kilku członków rodziny zostało wywiezionych przez NKWD na Syberię), on sam zmarł po kilkumiesięcznych torturach 25 września 1942 w więzieniu przy Łąckiego we Lwowie.